# Nelo
A Nelo kajakokat és kenukat gyártó portugál hajókészítő vállalat. Hajóit főleg profi versenyzők veszik igénybe, ám ezen felül gyárt még túrakajakokat, tengeri kajakokat, továbbá parakenusok, a surfski és a szlalomversenyek résztvevői is használják termékeit. Napjainkban az egyik legsikeresebb szereplő a kajak-kenu versenysport márkái közül. Példának okáért a 2008. évi nyári olimpiai játékokon 20 érmet, a 2012. évi nyári olimpiai játékokon 25 érmet, míg a legutóbbi 2016. évi nyári olimpiai játékokon 27 érmet (8 arany, 9 ezüst, 10 bronz) értek el Nelo hajókat használó olimpikonok a világ különböző tájairól. A vállalat sikeréhez hozzátartozik az is, hogy a riói olimpián használt hajók 75 százalékát a Nelo gyártotta.
A Nelo vállalatot Manuel Alberto Ramos, korábbi kajakozó (barátai és családja körében Nelo), alapította 1978-ban.
A későbbiek során a vállalat kibővítette tevékenységi körét versenyek szervezésével és különböző a sportághoz kapcsolódó szolgáltatások nyújtásával, mint, amilyen például az edzőtábor, a sportolók teljesítményének mérése, a különböző öltözetek gyártása stb. Edzőtáboraikban, melyek Aguieira, Algarve és Cinfães településeken találhatóak Portugália szerte, évente több, mint 800 sportoló fordul meg.
A vállalat főhadiszállása és legfőbb gyárüzeme Vila do Conde városában található az ország északi részén. Közvetlen értékesítés útján és ügynökök útján is értékesítik termékeiket. A vállalat termékeit több,  mint 100 országban árusítják, az általuk gyártott hajók 98 százaléka exportra készül. 
A vállalat forgalma 2015-ben 5 millió euró volt, azaz 1,5 milliárd forint (300 forintos euró árfolyammal számolva).